# Clasificación de CAF para la Copa Mundial de Fútbol de 1982
El torneo de clasificación de la CAF para la Copa Mundial de Fútbol de 1982 fue disputado por un total de 28 selecciones, después de la descalificación de la República Centroafricana por no cumplir con las tasas de la FIFA. A la zona de África le correspondían dos plazas de las 24 totales del mundial.
Se dividió el torneo en cuatro rondas de emparejamientos a ida y vuelta. Sudán, Togo, Zimbabue y Liberia quedaron exentos de disputar la primera ronda, y se unieron automáticamente a los 12 equipos clasificados para la segunda ronda. Durante este torneo se utilizó por primera vez la regla del valor doble de los goles en campo contrario, para los casos de empate en partidos de ida y vuelta.

## Primera ronda

### Enfrentamientos
| Equipo 1     | Agr.         | Equipo 2   | Ida | Vuelta |
| ------------ | ------------ | ---------- | --- | ------ |
| Senegal      | 0–1          | Marruecos  | 0–1 | 0–0    |
| Zaire        | 7–3          | Mozambique | 5–2 | 2–1    |
| Camerún      | 4–1          | Malaui     | 3–0 | 1–1    |
| Guinea       | 4–2          | Lesoto     | 3–1 | 1–1    |
| Túnez        | 2–2 (3-4 p.) | Nigeria    | 2–0 | 0–2    |
| Libia        | 2–1          | Gambia     | 2–1 | 0–0    |
| Etiopía      | 0–4          | Zambia     | 0–0 | 0–4    |
| Níger        | 1–1 (v.)     | Somalia    | 0–0 | 1–1    |
| Sierra Leona | 3–5          | Argelia    | 2–2 | 1–3    |
| Kenia        | 3–6          | Tanzania   | 3–1 | 0–5    |
| Egipto       | w/o          | Ghana      | —   | —      |
| Madagascar   | w/o          | Uganda     | —   | —      |
| Liberia      | Bye          |            |     |        |
| Sudán        | Bye          |            |     |        |
| Togo         | Bye          |            |     |        |
| Zimbabue     | Bye          |            |     |        |

Resumen de partidos:

| 8 de mayo de 1980 Libia | Libia                           | 2:1 | Gambia     | Estadio 11 de Junio, Trípoli                                         |                                                                      |
|                         | Abubaker Bani · Mohammed Rashid |     | Assan Sarr | Asistencia: 7.000 espectadores Árbitro(s): Gebreysus Tesfaye Etiopía | Asistencia: 7.000 espectadores Árbitro(s): Gebreysus Tesfaye Etiopía |

| 6 de julio de 1980 Gambia | Gambia | 0:0 | Libia | Estadio Box Bar, Banjul                                        |  |
|                           |        |     |       | Asistencia: 1.240 espectadores Árbitro(s): Modibo N'Diaye Mali |  |

Libia pasó de ronda con un marcador global (2:1)
| 17 de mayo de 1980 Etiopía | Etiopía | 0:0 | Zambia | Estadio Hailé Sélassié, Adís Abeba                                 |  |
|                            |         |     |        | Asistencia: 20.000 espectadores · Árbitro(s): Hussein Bahig Egipto |  |

| 1 de junio de 1980 Zambia | Zambia                                                     | 4:0 (2:0) | Etiopía | Dag Hammarskjöld Stadium, Ndola                                       |                                                                       |
|                           | Alex Chola 4' · Godfrey Chitalu 16' 89' · Pele Kaimana 69' |           |         | Asistencia: 40.000 espectadores Árbitro(s): Zuberi Bundallah Tanzania | Asistencia: 40.000 espectadores Árbitro(s): Zuberi Bundallah Tanzania |

Zambia pasó de ronda con un marcador global (4:0)
| 31 de mayo de 1980 Sierra Leona | Sierra Leona                     | 2:2 (0:0) | Argelia                                   | Estadio Siaka Stevens, Freetown                                       |                                                                       |
|                                 | Akie Noah 58' · Ismael Dyfan 60' |           | Tedj Bensaoula 72' · Lakhdar Belloumi 85' | Asistencia: 36.500 espectadores Árbitro(s): Tevi Lawson-Hetcheli Togo | Asistencia: 36.500 espectadores Árbitro(s): Tevi Lawson-Hetcheli Togo |

| 13 de junio de 1980 Argelia | Argelia                                                 | 3:1 (1:0) | Sierra Leona      | Estadio Ahmed Zabana, Orán                                        |                                                                   |
|                             | Ali Fergani 42' · Tedj Bensaoula 47' · Rabah Madjer 78' |           | Sentu Johnson 79' | Asistencia: 50.000 espectadores Árbitro(s): Yousef El-Ghoul Libia | Asistencia: 50.000 espectadores Árbitro(s): Yousef El-Ghoul Libia |

Argelia pasó de ronda con un marcador global (5:3)
| 22 de junio de 1980 Senegal | Senegal | 0:1 (0:1) | Marruecos           | Estadio Demba Diop, Dakar                                            |                                                                      |
|                             |         |           | Mohamed Timoumi 21' | Asistencia: 7.872 espectadores Árbitro(s): Aissaoui Boudabbous Túnez | Asistencia: 7.872 espectadores Árbitro(s): Aissaoui Boudabbous Túnez |

| 6 de julio de 1980 Marruecos | Marruecos | 0:0 (0:0) | Senegal | Stade D'honneur, Casablanca                                             |  |
|                              |           |           |         | Asistencia: 15.032 espectadores Árbitro(s): Koudou Poll Costa de Marfil |  |

Marruecos pasó de ronda con un marcador global (1:0)
| 22 de junio de 1980 Guinea | Guinea                                           | 3:1 (1:1) | Lesoto           | Estadio del 28 de Septiembre, Conakri                           |                                                                 |
|                            | Mory Koné 39' · Papa Camara52' · Amara Touré 82' |           | Sele Leboela 44' | Asistencia: 16.000 espectadores Árbitro(s): Doudou N'Jie Gambia | Asistencia: 16.000 espectadores Árbitro(s): Doudou N'Jie Gambia |

| 6 de julio de 1980 Lesoto | Lesoto           | 1:1 (0:1) | Guinea          | Estadio Setsoto, Maseru                                              |                                                                      |
|                           | Teboho Masia 65' |           | Amara Touré 33' | Asistencia: 4.325 espectadores Árbitro(s): Zuberi Bundallah Tanzania | Asistencia: 4.325 espectadores Árbitro(s): Zuberi Bundallah Tanzania |

Guinea pasó de ronda con un marcador global (4:2)
| 29 de junio de 1980 Camerún | Camerún                                                    | 3:0 (1:0) | Malaui | Stade Ahmadou Ahidjo, Yaundé                                       |                                                                    |
|                             | Roger Milla 35' · Emmanuel Kundé 54' · Théophile Abega 59' |           |        | Asistencia: 41.970 espectadores Árbitro(s): Festus Okubule Nigeria | Asistencia: 41.970 espectadores Árbitro(s): Festus Okubule Nigeria |

| 20 de julio de 1980 Malaui | Malaui            | 1:1 (0:0) | Camerún                | Estadio Kamuzu, Blantyre                                            |                                                                     |
|                            | Stock Dandize 71' |           | Jean Manga Onguéné 70' | Asistencia: 30.000 espectadores Árbitro(s): Nicholous Hoohlo Lesoto | Asistencia: 30.000 espectadores Árbitro(s): Nicholous Hoohlo Lesoto |

Camerún pasó de ronda con un marcador global (4:1)
| 29 de junio de 1980 Túnez | Túnez                                | 2:0 (1:0) | Nigeria | Estadio Olímpico El Menzah, Túnez                                    |                                                                      |
|                           | Néjib Liman 31' · Témime Lahzami 52' |           |         | Asistencia: 30.066 espectadores · Árbitro(s): Ernst Dörflinger Suiza | Asistencia: 30.066 espectadores · Árbitro(s): Ernst Dörflinger Suiza |

| 12 de julio de 1980 Nigeria | Nigeria                                  | 2:0 (1:0) (4:3 p.) | Túnez | Estadio Surulere, Lagos                                             |                                                                     |
|                             | Leotis Boateng 11' · Emmanuel Osigwe 74' |                    |       | Asistencia: 52.487 espectadores Árbitro(s): John Hunting Inglaterra | Asistencia: 52.487 espectadores Árbitro(s): John Hunting Inglaterra |

Nigeria pasó de ronda con un marcador global (2:2) Tiros desde el punto penal (4:3)
| 5 de julio de 1980 Kenia | Kenia                                | 3:1 (1:1) | Tanzania    | Nairobi City Stadium, Nairobi                                      |                                                                    |
|                          | Elly Adero 30' · Sammy Owino 57' 80' |           | Thuwein Ali | Asistencia: 8.650 espectadores Árbitro(s): Babiker El-Bedawi Sudán | Asistencia: 8.650 espectadores Árbitro(s): Babiker El-Bedawi Sudán |

| 19 de julio de 1980 Tanzania | Tanzania                                                     | 5:0 (1:0) | Kenia | Estadio Nacional Benjamin Mkapa, Dar es-Salam                    |                                                                  |
|                              | Peter Tino 44' 70' · Adolf Rishard 71' · Thuwein Ali 72' 80' |           |       | Asistencia: 5.940 espectadores Árbitro(s): Winston Gumboh Zambia | Asistencia: 5.940 espectadores Árbitro(s): Winston Gumboh Zambia |

Tanzania pasó de ronda con un marcador global (6:3)
| 13 de julio de 1980 Zaire | Zaire                                                              | 5:2 (1:1) | Mozambique          | Estadio Tata Raphaël, Kinsasa                                        |                                                                      |
|                           | Kiyika Tokodi 30' 82' · Muteba N'Daye 67' 87' · Masengo Ilunga 85' |           | Gil Guiambe 23' 50' | Asistencia: 34.871 espectadores Árbitro(s): Stanislas Kamden Camerún | Asistencia: 34.871 espectadores Árbitro(s): Stanislas Kamden Camerún |

| 27 de julio de 1980 Mozambique | Mozambique     | 1:2 (0:2) | Zaire                               | Estadio de Machava, Maputo                                               |                                                                          |
|                                | Rui Marcos 55' |           | Muteba N'Daye 15' · Ayel Mayélé 17' | Asistencia: 50.000 espectadores Árbitro(s): Raymond Ralibenja Madagascar | Asistencia: 50.000 espectadores Árbitro(s): Raymond Ralibenja Madagascar |

Zaire pasó de ronda con un marcador global (7:3)
| 16 de julio de 1980 Níger | Níger | 0:0 (0:0) | Somalía | Estadio General Seyni Kountché, Niamey                                |  |
|                           |       |           |         | Asistencia: 20.000 espectadores Árbitro(s): Tevi Lawson-Hetcheli Togo |  |

| 27 de julio de 1980 Somalia | Somalía                    | 1:1 (0:1) | Níger                | Estadio Mogadiscio, Mogadiscio                                   |                                                                  |
|                             | Ismail Mohammed Sharif 90' |           | Moussa Kanfideni 30' | Asistencia: 13.000 espectadores Árbitro(s): Demeke Abate Etiopía | Asistencia: 13.000 espectadores Árbitro(s): Demeke Abate Etiopía |

Níger pasó de ronda con un marcador global (1:1) por Regla del gol de visitante
|  | Egipto | w/o | Ghana |  |  |

|  | Ghana | w/o | Egipto |  |  |

Egipto pasó de ronda después que Ghana se retirara
|  | Madagascar | w/o | Uganda |  |  |

|  | Uganda | w/o | Madagascar |  |  |

Madagascar pasó de ronda después que Uganda se retirara

## Segunda ronda

### Enfrentamientos
| Equipo 1   | Agr.         | Equipo 2 | Ida | Vuelta |
| ---------- | ------------ | -------- | --- | ------ |
| Argelia    | 3–1          | Sudán    | 2–0 | 1–1    |
| Níger      | 2–2 (v.)     | Togo     | 0–1 | 2–1    |
| Liberia    | 0–1          | Guinea   | 0–0 | 0–1    |
| Camerún    | 2–1          | Zimbabue | 2–0 | 0–1    |
| Marruecos  | 2–2 (5-4 p.) | Zambia   | 2–0 | 0–2    |
| Nigeria    | 3–1          | Tanzania | 1–1 | 2–0    |
| Madagascar | 3–4          | Zaire    | 1–1 | 2–3    |
| Egipto     | w/o          | Libia    | —   | —      |

Resumen de partidos:
| 12 de octubre de 1980 Camerún | Camerún                                      | 2:0 (0:0) | Zimbabue | Stade de la Reunificación, Duala                                   |                                                                    |
|                               | Jean Manga Onguéné 80' · Grégoire M'Bida 85' |           |          | Asistencia: 47.840 espectadores Árbitro(s): Festus Okubule Nigeria | Asistencia: 47.840 espectadores Árbitro(s): Festus Okubule Nigeria |

| 16 de noviembre de 1980 Zimbabue | Zimbabue              | 1:0 (1:0) | Camerún | Estadio Rufaro, Harare                                           |                                                                  |
|                                  | David Muchineripi 29' |           |         | Asistencia: 20.000 espectadores Árbitro(s): Nyrenda Chayu Zambia | Asistencia: 20.000 espectadores Árbitro(s): Nyrenda Chayu Zambia |

Camerún pasó de ronda con un marcador global (2:1)
| 16 de noviembre de 1980 Marruecos | Marruecos                               | 2:0 (2:0) | Zambia | Stade Hassan-II, Fez                                            |                                                                 |
|                                   | Mohamed Boussati 30' · Ahmed Limane 34' |           |        | Asistencia: 6.375 espectadores Árbitro(s): Ali Bin Nasser Túnez | Asistencia: 6.375 espectadores Árbitro(s): Ali Bin Nasser Túnez |

| 30 de noviembre de 1980 Zambia | Zambia                                   | 2:0 (0:0) (4:5 p.) | Marruecos | Estadio de la Independencia, Lusaka                                  |                                                                      |
|                                | Emmanuel Musonda 60' · Bizwell Phiri 78' |                    |           | Asistencia: 6.334 espectadores Árbitro(s): Gebreysus Tesfaye Etiopía | Asistencia: 6.334 espectadores Árbitro(s): Gebreysus Tesfaye Etiopía |

Marruecos pasó de ronda con un marcador global (2:2) Tiros desde el punto penal (5:4)
| 16 de noviembre de 1980 Madagascar | Madagascar      | 1:1 (1:0) | Zaire               | Estadio Municipal de Mahamasina, Antananarivo                         |                                                                       |
|                                    | Michel Kira 26' |           | Imowa Malgbanga 74' | Asistencia: 12.191 espectadores Árbitro(s): Jean Cyril Monty Mauricio | Asistencia: 12.191 espectadores Árbitro(s): Jean Cyril Monty Mauricio |

| 21 de diciembre de 1980 Zaire | Zaire                                                    | 3:2 (2:2) | Madagascar                                 | Estadio Tata Raphaël, Kinsasa                                       |                                                                     |
|                               | M'Peti Suzeti 1' · Ayel Mayélé 26' · Imowa Malgbanga 75' |           | Kuliwa Tshikalu 19' · Abdou Bin Amidou 39' | Asistencia: 37.754 espectadores Árbitro(s): Joseph Blanchard-Angaud | Asistencia: 37.754 espectadores Árbitro(s): Joseph Blanchard-Angaud |

Zaire pasó de ronda con un marcador global (4:3)
| 6 de diciembre de 1980 Nigeria | Nigeria             | 1:1 (1:0) | Tanzania           | Estadio Surulere, Lagos                                               |                                                                       |
|                                | Mudashiru Lawal 29' |           | Mohammed Salim 85' | Asistencia: 70.000 espectadores Árbitro(s): Mohamed Larache Marruecos | Asistencia: 70.000 espectadores Árbitro(s): Mohamed Larache Marruecos |

| 20 de diciembre de 1980 Tanzania | Tanzania | 0:2 (0:1) | Nigeria                                     | Estadio Nacional Benjamin Mkapa, Dar es-Salam                            |                                                                          |
|                                  |          |           | John Chiedozie 5' · Christian M'Wokozhi 79' | Asistencia: 30.000 espectadores · Árbitro(s): Hussein Fahmy Bahig Egipto | Asistencia: 30.000 espectadores · Árbitro(s): Hussein Fahmy Bahig Egipto |

Nigeria pasó de ronda con un marcador global (3:1)
| 7 de diciembre de 1980 Liberia | Liberia | 0:0 (0:0) | Guinea | Estadio Antoinette Tubman, Monrovia   |  |
|                                |         |           |        | Árbitro(s): Tevi Lawson-Hetcheli Togo |  |

| 21 de diciembre de 1980 Guinea | Guinea                | 1:0 (0:0) | Liberia | Estadio del 28 de Septiembre, Conakri                             |                                                                   |
|                                | Seydouba Bangoura 55' |           |         | Asistencia: 15.524 espectadores Árbitro(s): Benjamin Dwomoh Ghana | Asistencia: 15.524 espectadores Árbitro(s): Benjamin Dwomoh Ghana |

Guinea pasó de ronda con un marcador global (1:0)
| 12 de diciembre de 1980 Argelia | Argelia                             | 2:0 (2:0) | Sudán | Stade Mohamed Hamlaoui, Constantina                                   |                                                                       |
|                                 | Tedj Bensaoula 9' · Ali Fergani 45' |           |       | Asistencia: 50.000 espectadores Árbitro(s): Aissaoui Boudabbous Túnez | Asistencia: 50.000 espectadores Árbitro(s): Aissaoui Boudabbous Túnez |

| 28 de diciembre de 1980 Sudán | Sudán               | 1:1 (0:0) | Argelia          | Estadio de Jartum, Jartum                                         |                                                                   |
|                               | Abu Obeida Adam 82' |           | Rabah Gamouh 67' | Asistencia: 28.385 espectadores Árbitro(s): Yousef El-Ghoul Libia | Asistencia: 28.385 espectadores Árbitro(s): Yousef El-Ghoul Libia |

Argelia pasó de ronda con un marcador global (3:1)
| 14 de diciembre de 1980 Níger | Níger | 0:1 (0:0) | Togo           | Estadio General Seyni Kountché, Niamey                          |                                                                 |
|                               |       |           | Djogou Tao 53' | Asistencia: 10.000 espectadores Árbitro(s): Modibo N'Diaye Mali | Asistencia: 10.000 espectadores Árbitro(s): Modibo N'Diaye Mali |

| 28 de diciembre de 1980 Togo | Togo            | 1:2 (0:0) | Níger                                    | Estadio Agoè-Nyivé, Lomé                                                 |                                                                          |
|                              | Saibi Dodji 79' |           | Bernard Adovi 57' · Mamane Ali Atcha 82' | Asistencia: 10.000 espectadores Árbitro(s): Yardia Thiombiano Alto Volta | Asistencia: 10.000 espectadores Árbitro(s): Yardia Thiombiano Alto Volta |

Níger pasó de ronda con un marcador global (2:2) por Regla del gol de visitante
|  | Egipto | w/o | Libia |  |  |

|  | Libia | w/o | Egipto |  |  |

Egipto pasó de ronda después que Libia se retirara

## Tercera ronda

### Enfrentamientos
| Equipo 1  | Agr. | Equipo 2 | Ida | Vuelta |
| --------- | ---- | -------- | --- | ------ |
| Argelia   | 4–1  | Níger    | 4–0 | 0–1    |
| Guinea    | 1–2  | Nigeria  | 1–1 | 0–1    |
| Marruecos | 1–0  | Egipto   | 1–0 | 0–0    |
| Zaire     | 2–6  | Camerún  | 1–0 | 1–6    |

Resumen de partidos:
| 1 de mayo de 1981 Argelia | Argelia                                                              | 4:0 (1:0) | Níger | Stade Mohamed Hamlaoui, Constantina                             |                                                                 |
|                           | Rabah Madjer 44' · Lakhdar Belloumi 46' 77' · Noureddine Korichi 53' |           |       | Asistencia: 60.000 espectadores Árbitro(s): Doudou N'Jie Gambia | Asistencia: 60.000 espectadores Árbitro(s): Doudou N'Jie Gambia |

| 31 de mayo de 1981 Níger | Níger           | 1:0 (0:0) | Argelia | Estadio General Seyni Kountché, Niamey                           |                                                                  |
|                          | Abou Seydou 89' |           |         | Asistencia: 7.000 espectadores Árbitro(s): Benjamin Dwomoh Ghana | Asistencia: 7.000 espectadores Árbitro(s): Benjamin Dwomoh Ghana |

Argelia pasó de ronda con un marcador global (4:1)
| 12 de abril de 1981 Guinea | Guinea                  | 1:1 (0:1) | Nigeria            | Estadio del 28 de Septiembre, Conakri |                                   |
|                            | Ibrahima Sory Touré 66' |           | John Chiedozie 21' | Árbitro(s): Edward Bukenya Uganda     | Árbitro(s): Edward Bukenya Uganda |

| 15 de abril de 1981 Nigeria | Nigeria         | 1:0 (0:0) | Guinea | Estadio Surulere, Lagos                                               |                                                                       |
|                             | Henry Nwosu 90' |           |        | Asistencia: 60.000 espectadores Árbitro(s): Gebreysus Tesfaye Etiopía | Asistencia: 60.000 espectadores Árbitro(s): Gebreysus Tesfaye Etiopía |

Nigeria pasó de ronda con un marcador global (2:1)
| 26 de abril de 1981 Marruecos | Marruecos           | 1:0 (1:0) | Egipto | Estadio Mohammed V, Casablanca                                   |                                                                  |
|                               | Abdelaziz Daidi 44' |           |        | Asistencia: 80.000 espectadores Árbitro(s): Nyrenda Chayu Zambia | Asistencia: 80.000 espectadores Árbitro(s): Nyrenda Chayu Zambia |

| 8 de mayo de 1981 · Egipto | Egipto | 0:0 (0:0) | Marruecos | Stad El-Qahira El-Dawly, El Cairo                                  |  |
|                            |        |           |           | Asistencia: 100.000 espectadores Árbitro(s): Cheikh M'Baye Senegal |  |

Marruecos pasó de ronda con un marcador global (1:0)
| 12 de abril de 1981 Zaire | Zaire               | 1:0 (1:0) | Camerún | Estadio Tata Raphaël, Kinsasa                                       |                                                                     |
|                           | Monduone N'Kama 23' |           |         | Asistencia: 100.000 espectadores Árbitro(s): Suleiman El-Naim Sudán | Asistencia: 100.000 espectadores Árbitro(s): Suleiman El-Naim Sudán |

| 26 de abril de 1981 Camerún | Camerún                                                              | 6:1 (3:0) | Zaire                 | Stade Ahmadou Ahidjo, Yaundé                                          |                                                                       |
|                             | Roger Milla 3' 45' 90' · Grégoire Mbida 13' · Emmanuel Kundé 52' 67' |           | Tshilumba Mukendi 53' | Asistencia: 90.000 espectadores Árbitro(s): Aissaoui Boudabbous Túnez | Asistencia: 90.000 espectadores Árbitro(s): Aissaoui Boudabbous Túnez |

Camerún pasó de ronda con un marcador global (6:2)

## Cuarta ronda

### Enfrentamientos
| Equipo 1  | Agr. | Equipo 2 | Ida | Vuelta |
| --------- | ---- | -------- | --- | ------ |
| Nigeria   | 1–4  | Argelia  | 0–2 | 1–2    |
| Marruecos | 1–4  | Camerún  | 0–2 | 1–2    |

Resumen de partidos:
| 10 de octubre de 1981 Nigeria | Nigeria | 0:2 (0:2) | Argelia                                  | Estadio Surulere, Lagos                                            |                                                                    |
|                               |         |           | Lakhdar Belloumi 34' · Djamel Zidane 44' | Asistencia: 80.000 espectadores · Árbitro(s): Luigi Agnolin Italia | Asistencia: 80.000 espectadores · Árbitro(s): Luigi Agnolin Italia |

| 30 de octubre de 1981 Argelia | Argelia                                | 2:1 (1:1) | Nigeria          | Stade Mohamed Hamlaoui, Constantina                             |                                                                 |
|                               | Lakhdar Belloumi 9' · Rabah Madjer 85' |           | Felix Owolou 40' | Asistencia: 60.000 espectadores · Árbitro(s): André Daina Suiza | Asistencia: 60.000 espectadores · Árbitro(s): André Daina Suiza |

Argelia pasó de ronda con un marcador global (4:1) y clasifica a la Copa Mundial de Fútbol de 1982
| 15 de noviembre de 1981 Marruecos | Marruecos | 0:2 (0:2) | Camerún                                  | Estadio Mohammed V, Casablanca                                    |                                                                   |
|                                   |           |           | Roger Milla 15' · Jean-Pierre Tokoto 40' | Asistencia: 60.000 espectadores Árbitro(s): Cheikh M'Baye Senegal | Asistencia: 60.000 espectadores Árbitro(s): Cheikh M'Baye Senegal |

| 29 de noviembre de 1981 Camerún | Camerún                              | 2:1 (1:1) | Marruecos            | Stade Ahmadou Ahidjo, Yaundé                                             |                                                                          |
|                                 | Ibrahim Aoudou 15' · Roger Milla 47' |           | Mustapha Yaghcha 25' | Asistencia: 70.000 espectadores · Árbitro(s): Hussein Fahmy Bahig Egipto | Asistencia: 70.000 espectadores · Árbitro(s): Hussein Fahmy Bahig Egipto |

Camerún pasó de ronda con un marcador global (4:1) y clasifica a la Copa Mundial de Fútbol de 1982

## Clasificados
Las dos selecciones clasificadas, Camerún y Argelia, lograron por primera vez clasificarse para una Copa Mundial de Fútbol.

| Camerún | Argelia |
| Camerún | Argelia |

| Predecesor: Argentina 1978 | Clasificación de CAF para la Copa Mundial de Fútbol España 1982 | Sucesor: México 1986 |

- Datos: Q2280763